# Campestre (Alagoas)
Campestre is een gemeente in de Braziliaanse deelstaat Alagoas. De gemeente telt 6.178 inwoners (schatting 2009).